# Colyeria diplocantha
Colyeria diplocantha är en tvåvingeart som beskrevs av Borgmeier och Prado 1975. Colyeria diplocantha ingår i släktet Colyeria och familjen puckelflugor. Inga underarter finns listade i Catalogue of Life.